# Péter Kovács (Turner)
Péter Kovács (* 28. September 1959 in Heves; †  22. Juni 2024) war ein ungarischer Gerätturner.

## Werdegang
Er nahm an den Olympischen Spielen 1980 in Moskau in allen Disziplinen des Kunstturnens teil und gewann mit der ungarischen Mannschaft die Bronzemedaille im Mannschaftsmehrkampf. Seine beste Einzelleistung war der fünfte Platz im Bodenwettkampf. Das nach ihm benannte Element am Reck ist ein Doppelsalto rückwärts gehockt über die Reckstange in den Hang. Dieser 1979 zum ersten Mal gezeigte Kovács-Salto ist ein D-Wertteil mit einem Schwierigkeitswert von 0,40.
Kovács starb am 22. Juni 2024 im Alter von 64 Jahren.